# OBビール
OBビール（オービー麦酒、오비맥주(오비麥酒)、Oriental Brewery）は、韓国のビール会社である。ハイトビールとビールのシェアを二分する企業である。2021年第1四半期の家庭用ビール市場の販売量で約52%のシェアを、同期のブランド順位ではCass Freshが約38%のシェアを記録し、それぞれ韓国第1位となっている。
戦前、麒麟麦酒の出資によって経営されていた昭和麦酒を、戦後に同社大株主だった朴承稷商店（現斗山）が管理。1952年に東洋ビール（東洋麦酒、동양맥주(東洋麥酒)、Oriental Brewery）として設立された。OBとはこのときの英語社名（英語社名は現在も変更されていない）の略である。
長らく斗山グループの中核企業だったが、1998年9月、ベルギーのビール会社インターブリュー（のちインベブを経て現ABI）に売却された。
なお斗山はプロ野球チームを所有しており「OBベアーズ」と名づけていたが、OBビールのグループ分離に伴い、1999年「斗山ベアーズ」に改名した。

## 製品一覧

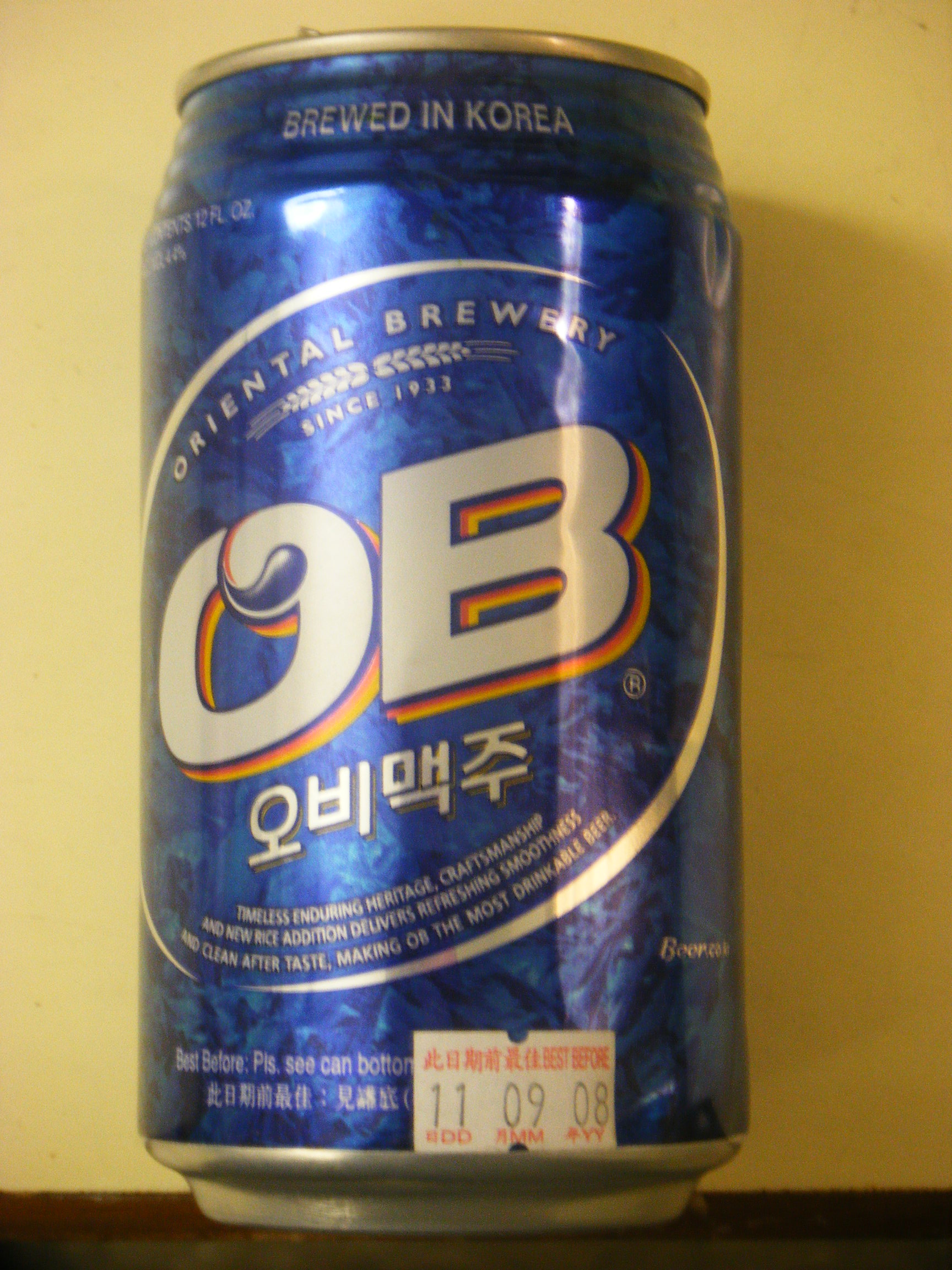
缶入りのOB LAGER

- OB LAGER（麦芽100%を保ちながら、中価格帯に戻し、アルコール度数を5.2%から4.6%に下げ、苦みを抑えてかつてのOBラガーの味わいに近づけるなど、「ニュートロ（New + Retro）トレンド」を反映した商品。ラベルには熊のキャラクターの「ララベア」が大きくデザインされて、キャラクターグッズの通信販売も行われている[2]。2019年10月1日から2019年11月30日までソウルと首都圏の10個の大型マートで355ml缶[3]の、2019年11月中旬から2020年1月まで一般飲食店用500ml瓶[4]のテスト販売を行った後に従来のPremier OB Pilsnerを統合する形で、従来同様のラインナップで通年販売化されている。）
- Cass Fresh Cold Brewed（1994年に誕生した眞露クアーズのブランドを継承した生ビール。0℃で72時間の低温熟成を行う「コールドブリュー（Cold Brewed）」を採用し、2021年3月末からソウルと首都圏地域で、4月中旬から全国で透明瓶と「クールタイマー」を採用したラベルを採用し、醸造工程をアップデートするリニューアル[5]を行っている。2012年から現在まで韓国No.1ビールになっている）
  - Cass Light（高発酵工法を介してカロリーを33%下げたライトビール）
  - Cass 0.0（2020年10月26日に発売された、濾過工程でアルコールを取り除いたビールテイスト飲料）
- Cafri（カロリー20％オフのプレミアムビール）
- Red Rock（樽生限定の赤いビール）
- FiLGOOD（2019年2月中旬発売の発泡酒[6]。韓国国内の発泡酒は、「麦芽含有量の割合が10％未満の他の酒類」と規定されている。缶には黄色いクジラの「ピルグ」が描かれている[7]。当初の缶には「HAPPOSHU」の表記があったが、FiLGOOD Sevenの発売時に削除されている。）
  - FiLGOOD Seven（2020年8月1日発売の発泡酒[8]。FilGOODのストロングバージョン。）
- HANMAC（2021年2月発売。韓国を代表するラガービールを目指し、国産の高品質米を使用し、「大韓民国代表ラガープロジェクト」が開発したラガービール[9]）
- Hand＆Malt（関連会社のZX Ventures社が製造するクラフトビール）

その他、ABIグループのバドワイザー、ベックス、ステラ・アルトワ、ヒューガルデン・ホワイト、レーベンブロイ、コロナビール、ハルビンビール、グースアイランド・ブルワリー、パタゴニアビールや提携しているサントリーホールディングス（サントリービール）のザ・プレミアム・モルツの販売も行っている。また、西友向けの「泡麦」などの日本向けプライベートブランドや、香港ジェブセングループの「ブルーガール」の生産も行っている。

### 過去の製品
- OB BEER→OB LAGER（旧）（設立時からの商品。1970-80年代の全盛期には70%近くのシェアを誇っていた。2006年にOB Blueにリニューアル。）
- OB Blue（1990年代以降はハイトビールやCass freshとの競合でシェアを大きく落とし、2010年には1.9%まで低下していた。2011年3月にOB GOLDEN LAGERにリニューアル。）
- OB GOLDEN LAGER（麦芽100%化を含めたフルリニューアルを行い、発売200日で1億本を売り上げ、復調を果たした。2016年にプレミアムビールのPremier OB Pilsnerにリニューアル）[11]
- Premier OB Pilsner（プレミアムビールにリニューアルした結果、価格が上昇したこともあり、徐々に勢いがなくなり、2019年11月中旬のテスト販売から順次OB LAGERにリニューアルしている。）
- Premier OB Weizen / Premier OB Dunkel（ABIの技術供与によって誕生したヴァイツェンとデュンケル）
- Cass Red 6.9（アルコール分6.9%の赤いビール）
- Cass Lemon（レモン果汁を使用したビアカクテル）
- Cass 2X（2009年5月発売。アルコール度数を2.9%に抑え、さらに炭酸を韓国国内のビールで最も強くした商品。）